# Syntemna zherikhini
Syntemna zherikhini är en tvåvingeart som beskrevs av Blagoderov 2000. Syntemna zherikhini ingår i släktet Syntemna och familjen svampmyggor. Inga underarter finns listade i Catalogue of Life.